# Колокольня на Дальних пещерах
Колокольня на Дальних пещерах — барочная колокольня XVIII века в ансамбле Киево-Печерской лавры. Расположена рядом с церковью Рождества Богородицы, играет с ней ведущую роль в архитектурном ансамбле Дальних пещер. Является надвратной и входит в систему оборонной стены нижней Лавры, которая прилегает к ней с двух сторон.

## История
Колокольня на Дальних пещерах была построена в 1752—1761 годах лаврским мастером Степаном Ковниром по проекту архитектора Петра Неёлова. В 1959—1962 годах колокольня была отреставрирована. Глава, рамы фонарей, крест и шпили покрыты медью и позолочены. На позолоту использовано около трёх килограммов золота.

## Архитектура
Композиция колокольни создана под влиянием Андреевской церкви. Колокольня стройная и восьмигранная, высотой 41 м и имеет два яруса. В средней части нижнего яруса расположен арочный проезд, в боковых частях — служебные помещения с лестницей, ведущей наверх. Верхний ярус украшен стройными коринфскими колоннами и имеет четыре арки для размещения колоколов. Ранее колоколов было десять.
Все фасады колокольни украшены тонким лепным орнаментом, в котором преобладают растительные и ленточные мотивы. Завершает колокольню трёхъярусная высокая глава изящной формы и стройные шпили-обелиски над угловыми контрфорсами.

## Ссылка
- Официальный веб-сайт Национального Киево-Печерского историко-культурного заповедника